# Aratinga mitrata
Aratinga mitrata é uma espécie de ave da família Psittacidae.
Pode ser encontrada nos seguintes países: Argentina, Bolívia e Peru.
Os seus habitats naturais são: regiões subtropicais ou tropicais úmidas de alta altitude, matagal tropical ou subtropical de alta altitude e florestas secundárias altamente degradadas.